# Admiralty Inlet

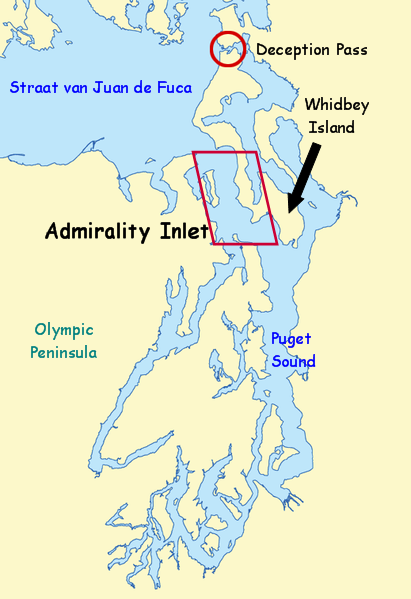
Kaart met Puget Sound, Admiralty Inlet en Straat van Juan de Fuca.

De Admiralty Inlet is een zeegat in de Amerikaanse staat Washington die de Straat van Juan de Fuca verbindt met de Puget Sound. Het ligt tussen Whidbey Island en het noordoostelijke deel van de Olympic Peninsula.

## Ligging
De Admiralty Inlet is een onderdeel van het meest noordelijke deel van de Puget Sound, een zeearm van de Stille Oceaan in het noordwesten van de Verenigde Staten. De noordgrens van de zeegat ligt tussen de vuurtoren van Point Wilson, bij Port Townsend en de vuurtoren van Admiralty Head op Whidbey Island. Hier is de zeestraat ook op zijn smalst, beide vuurtorens liggen ongeveer zes kilometer van elkaar verwijderd. In het zuiden ligt de grens ter hoogte van de zuidelijke punt van Whidbey Island en Point No Point in het uiterste noorden van het schiereiland Kitsap. De zeestraat heeft een oppervlakte van 437 km². Met een gemiddelde diepte van 35 meter heeft het een volume van ongeveer 15 km³. De kustlijn is 171 kilometer lang. Al het water in en uit de Puget Sound stroomt door deze zeestraat met sterke vloed- en ebstromingen tot gevolg.

## Economisch en militair belang
Alle schepen moeten gebruikmaken van deze zeestraat om Puget Sound en de havens van Seattle en Tacoma te kunnen bereiken. Kleine schepen kunnen ook gebruikmaken van Deception Pass. Historisch was de zeestraat al een belangrijke scheepvaartroute en Port Townsend, helemaal aan het begin en ten westen van de zeestraat, was een belangrijke commerciële haven. Met de introductie van stoomschepen nam het belang van de haven af en schepen voeren direct door naar de havens in de Puget Sound. In 1891 was begonnen met de aanleg van de Puget Sound Naval Shipyard wat de belangrijkste militaire scheepswerf aan de Amerikaanse westkust zou worden. Aan het eind van de 19e eeuw legde het Amerikaanse leger drie forten aan: Fort Worden, Fort Casey en Fort Flagler. Deze drie forten werden met zwaar geschut bewapend om vijandige schepen te verhinderen de zeestraat in te varen.

## Ontdekking
In 1790 werd de Admirality Inlet voor het eerste door Europese ontdekkingsreizigers bezocht. Juan Carrasco maakte deel uit van een Spaanse expeditie onder leiding van Manuel Quimper. Hij dacht dat het een baai was en noemde het Ensenada de Caamaño, naar de Spaanse marineofficier Jacinto Caamaño. Twee jaar later kreeg de zeestraat de huidige naam van kapitein George Vancouver. Hij vernoemde de zeestraat naar zijn opdrachtgevers, de admiraliteit van Engeland (Admiralty).